# أسفلت: مدينة الجي تي 2
أسفلت : مدينة الجي تي 2 (بالإنجليزية: Asphalt Urban GT 2)‏ هي لعبة فيديو سباقات طورت ونشرت بواسطة جيم لوفت لأجهزة نينتندو دي أس وإن-غيج وبلاي ستيشن بورتبل. كما أطلقت نسخة جافا للهواتف المحمولة.
تتميز اللعبة بمظهر خاص من بوسيكات دولز وعينة من أغنية موبي المنفردة "Lift Me Up". أًصدر إصدار نينتندو دي أس بعد عام تقريبًا من إصدار إن-غيج، مع تحسين الرسومات والصوت وتوافق الشاشة المزدوجة. أدرت نسخة بلاي ستيشن بورتبل في مارس 2007.

## طريقة اللعب
غالبًا ما تقارن طريقة اللعب في أسفلت : مدينة الجي تي 2 مع احتراق نفسي مهني ونيد فور سبيد وألقاب أخرى حيث يمكن للاعبين القضاء على الخصوم من خلال الاصطدام بهم والهرب من سيارات الشرطة أو إزالتها. هناك مقياس مطلوب يحدد مستوى وعي الشرطة في حالة استخدام النيترو أو إزالة المنافسين الآخرين أو التسبب في فوضى حضرية. يشبه إلى حد كبير نظام المستوى المطلوب في جراند ثفت أوتو إذا كان الضوء الأحمر يومض، فهذا يعني عادةً أنه يجب على اللاعبين القيام بما يلزم لتجنب سيارات الشرطة وطائرات الهليكوبتر التابعة للشرطة وإلا فقد يضطرون إلى التوقف وخسارة أموالهم.